# Tambóvskaia
Tambóvskaia (en rus: Тамбовская), també coneguda com a Tambóvskaia Bratvá o banda de Tambov, és una facció del crim organitzat rus sorgida a Sant Petersburg. Va ser fundada el 1988 per Vladímir Kumarin (també anomenat Vladímir Barsukov) i Valeri Ledovskikh, i està vinculada internacionalment a activitats d'extorsió, blanqueig de capital i narcotràfic, entre d'altres.
El nom del grup s'atribueix al fet que Kumarin i Ledovskikh eren originàris de la regió de Tambov, tot i que vivien a Sant Petersburg. Les seves activitats d'extorsió es van iniciar quan van reclutar seguidors en el món de la boxa i les arts marcials, que també es dedicaven als robatòris i el tràfic de drogues. Les reformes econòmiques de la perestroika van permetre al grup controlar i invertir en negocis legals, de manera que Tambóvskaia es va estructurar i va créixer agafant una dimensió que anava més enllà de l'activitat criminal en si mateixa. Els anys 90, s'enfrontà a una banda rival, Malishevskaia, i es consolidà el lideratge de Kumarin en un context de canvis polítics i econòmics que afavoriren l'expansió dels negocis de l'organització. Oferien serveis de "protecció" als negocis, i suposadament van arribar a contriolar l'activitat dels ports de Sant Petersburg, Arkhànguelsk, Kaliningrad i Murmansk. així com de la Companyia de Combustible de Sant Petersburg (PTK), un holding que controlava el comerç del gasoil a la regió, del que Kumarin en va arribar a ser vicepresident. La visible activitat de Tambóvskaia va fer que s'iniciés una certa pressió per part de la premsa, i l'estructura del grup va esdevenir més difosa, amb l'establiment d'alguns dels seus caps a Israel i Espanya. L'agost del 2007 Kumarin va ser detingut en una operació on van participar més de tres-cents policies de cossos especials arrivats especialment des de Moscou, per evitar filtracions de policies corruptes locals. Va ser jutjat el 2009 i condemnat a catorze anys de presó per delictes d'extorsió i blanqueig de capital. Posteriorment, Kumarin va rebre noves condemnes per extorsió (2012), i assassinat (2016).
La ramificació de Tambóvskaia que s'havia establert a Andalusia i Mallorca, liderada per Gennadios Petrov, va ser objecte de l'Operació Troica, dirigida pel jutge Baltasar Garzón, i que l'any 2008 va detenir fins a 20 persones en un ampli dispositiu policial. Petrov, que des del 1996 residia a Calvià, va fugir tres anys més tard a Rússia quan estava en llibertat provisional. De les investigacions en va sortir implicat, entre d'altres, el diputat rus Vladislav Reznik, però posteriorment va ser absolt en no poder demostrar-se la seva relació amb Tambóvskaia.